# Мрак (филм из 2022)
Мрак је српски психолошки трилер из 2022. године у режији и по сценарију Душана Милића. Приказује српску породицу са Косова и Метохије и њихову борбу за опстанак након мартовског погрома 2004. Заснован је на истинитом догађају.
Светску премијеру је имао 23. јануара 2022. године на Филмском фестивалу у Трсту, где је освојио Награду публике, док је 22. фебруара приказан на ФЕСТ-у, где је добио награду Београдски победник за најбољи филм у националном програму. Од 17. марта исте године је приказиван у биоскопима у Србији, на годишњицу мартовског погрома, док га је широм света приказао HBO Max. Био је српски кандидат у трци за 95. доделу Оскара у категорији за најбољи међународни филм, али није прошао у ужи круг.

## Радња
Радња се дешава у време мартовског погрома на Косову и Метохији након Ускрса 2004. године. Обрађује тему живота у сталном страху српске девојчице Милице која, након што су јој отац и ујак нестали, остаје са мајком и дедом у сабласној кући. Породицу чувају пријатељски настројени припадници италијанског КФОР-а чија прекоманда, ипак мења све.

## Улоге
| Глумац             | Улога             |
| ------------------ | ----------------- |
| Даница Ћурчић      | Вукица            |
| Славко Штимац      | Милутин           |
| Миона Илов         | Милица            |
| Флавио Паренти     | Маурицио          |
| Иван Зербинати     | Лука              |
| Никола Кент        | Брендон           |
| Дарен Пети         | Џим               |
| Никола Ракочевић   | свештеник Доситеј |
| Славиша Чуровић    | Благоје           |
| Слађана Букејловић | Добринка          |
| Коле Ангеловски    | Монах Живан       |